# Cemitério Judaico (Ilbesheim)
O Cemitério Judaico de Ilbesheim (em alemão:  Jüdische Friedhof Ilbesheim) é um cemitério no município de Ilbesheim no Distrito do Donnersberg na Renânia-Palatinado. 
O cemitério judaico fica na periferia noroeste da cidade, ao norte da Landesstraße L 446 na Friedhofsstraße.
Três matzevas dos anos de 1841, 1850 e 1869 foram preservadas no cemitério de 170 m², que foi construído por volta de 1810 e ocupado até o final do século XIX. Há um muro de escombros no lado norte do cemitério .